# Оружейна палата (Москва)
55°44′58″ пн. ш. 37°36′48″ сх. д. / 55.749577777778° пн. ш. 37.613411111111° сх. д.
Оружейна палата, або Збройова палата (рос. Оружейная палата), — сховище зброї та предметів князівського й царського побуту в Московському кремлі, з початку XIX століття перетворене на музей декоративного й прикладного мистецтва. Найстаріший в Росії державний музей декоративно-ужиткового мистецтва.

## Розташування

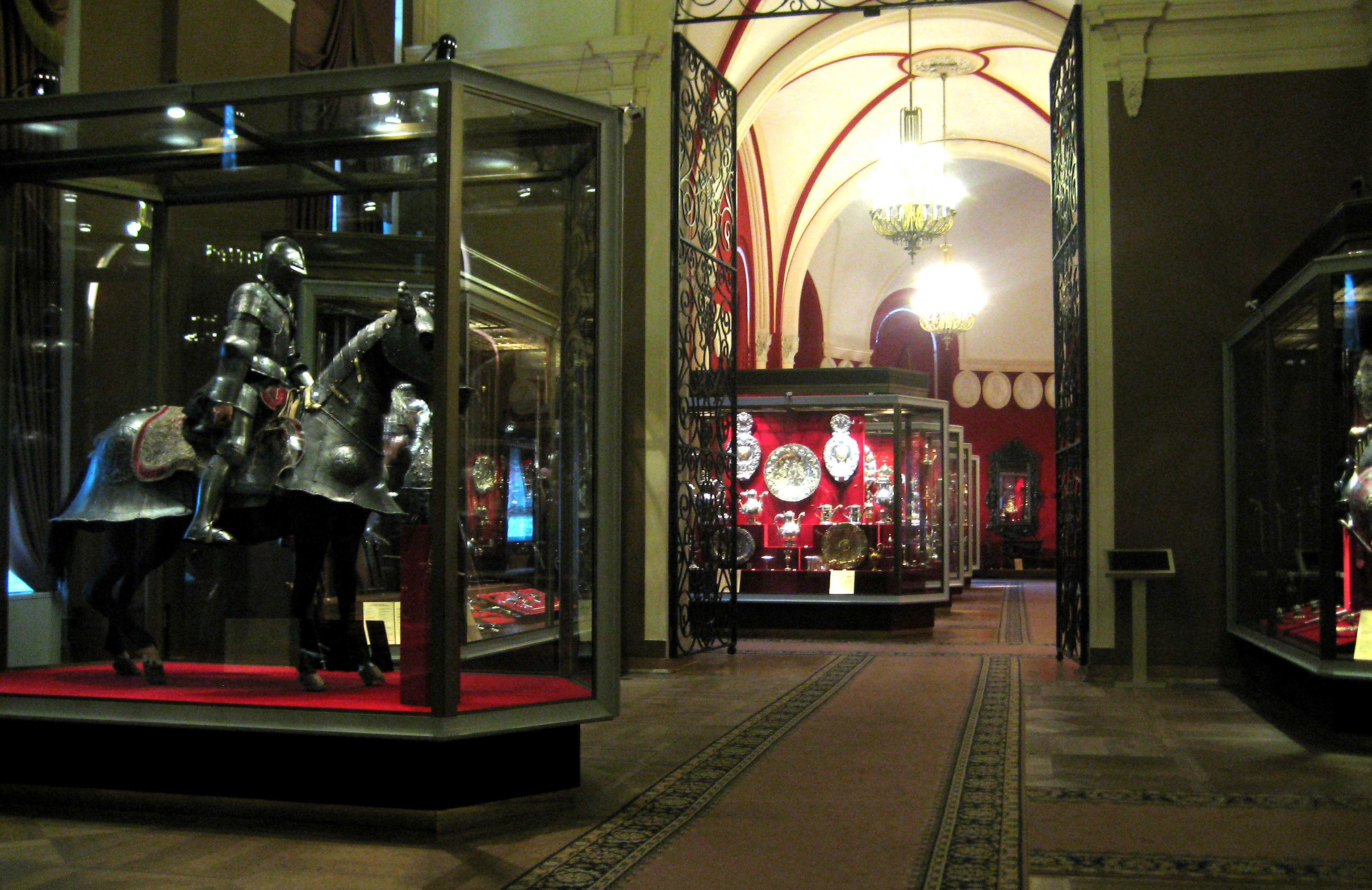

Оружейна палата розташована в Москві на території Кремля в будинку, який був зведений у 1851 році за проєктом архітектора Костянтина Тона.

## Експонати

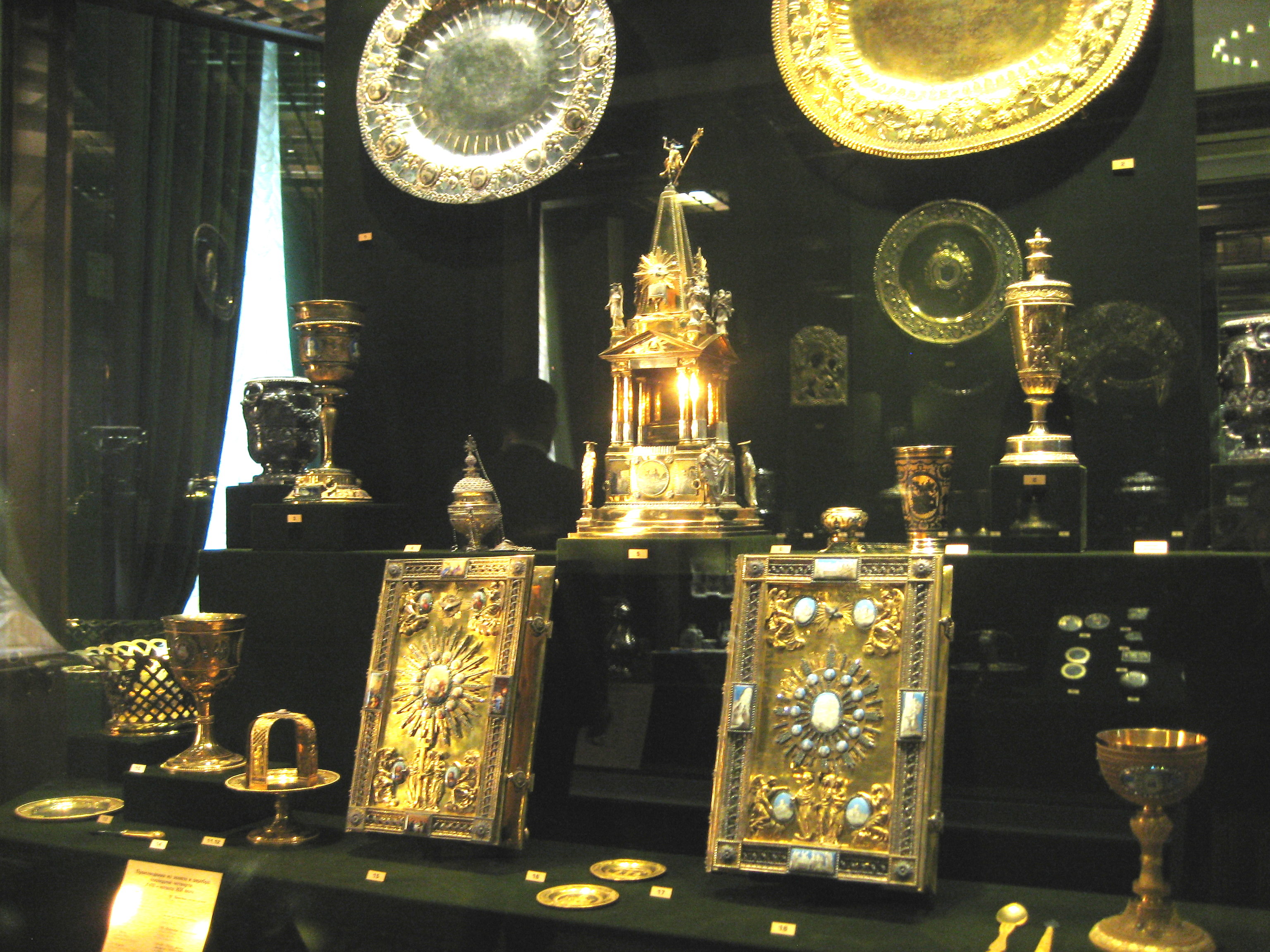

Оружейна палата має велику колекцію старовинної зброї XIII — XVIII століть, колекції золотого і срібного посуду, тканин і одягу XIV — XIX століть, дари іноземних послів, речі царського і князівського побуту, ювелірні вироби.
В Оружейній палаті також експонуються роботи російських зброярів: Василя Карцева, Григорія Вяткіна та інших, золотарів: Івана Попова, Гаврили Овдокимова та інших.
Московська Оружейна палата зберігає чимало речей, пов'язаних з діяльністю українських гетьманів, зокрема гармата «Лев» 1705 р., створена Карпом Балашевичем коштом Івана Мазепи. Гармата стоїть перед будинком Оружейної палати неподалік Троїцької брами Кремля.

## Історія
Вперше Оружейна палата згадується 1547 року в літописах як сховище зброї. У 1640 до оружейної палати увійшла іконописна, а в 1683 — живописна палати. З другої половини XVII століття тут стали навчати художніх ремесел і живопису. В ній працювали живописці: Симон Ушаков, Йосип Владимиров, Георгій Зінов'єв та інші, гравери: Леонтій Бунін, Олексій Зубов, Афанасій Трухменський.
На початку XVIII століття живописну школу закрили, а майстрів переведели до Петербурга. В 1720 Оружейну палату об'єднали з іншими царськими майстернями Кремля. 10 березня 1806 р. російський імператор Олександр I видав Указ «О правилахъ управленія и сохраненія въ порядкѣ и цѣлости въ Мастерской и Оружейной палатѣ цѣнностей» за яким Оружейна палата отримала статус музею. Розробкою концепції, формуванням штату та проведенням основних заходів з утворення музею керував дійсний таємний радник Петро Степанович Валуєв. В 1962 колишні Патріарші палати було перетворено на філіал Оружейної палати. В них відкрили Музей ужиткового мистецтва і побуту XVII століття.